# Halowe Mistrzostwa Świata w Lekkoatletyce 2006 – bieg na 1500 m mężczyzn
Bieg na 1500 m mężczyzn – jedna z konkurencji rozgrywanych podczas halowych mistrzostw świata w lekkoatletyce w 2006. Eliminacje odbyły się 10 marca, a finał został rozegrany 11 marca.
Do eliminacji zgłoszonych zostało 23 zawodników z 17 państw.
Zawody w tej konkurencji wygrał reprezentant Ukrainy Iwan Heszko. Drugą pozycję zajął zawodnik z Kenii Daniel Kipchirchir Komen, trzecią zaś reprezentujący też Kenię Elkanah Angwenyi.

## Wyniki

### Eliminacje
Źródło: 
Bieg 1
| Miejsce | Zawodnik                 | Państwo           | Wynik   | Uwagi |
| ------- | ------------------------ | ----------------- | ------- | ----- |
| 1.      | Daniel Kipchirchir Komen | Kenia             | 3:39,64 |       |
| 2.      | Sergio Gallardo          | Hiszpania         | 3:40,04 | SB    |
| 3.      | Youssef Baba             | Maroko            | 3:40,31 |       |
| 4.      | Chris Lukezic            | Stany Zjednoczone | 3:40,97 | PB    |
| 5.      | David Freeman            | Portoryko         | 3:45,36 |       |
| 6.      | Colin McCourt            | Wielka Brytania   | 3:45,77 |       |
| 7.      | Björn Margeirsson        | Islandia          | 3:49,22 |       |

Bieg 2
| Miejsce | Zawodnik               | Państwo         | Wynik   | Uwagi |
| ------- | ---------------------- | --------------- | ------- | ----- |
| 1.      | Iwan Heszko            | Ukraina         | 3:41,49 |       |
| 2.      | Elkanah Angwenyi       | Kenia           | 3:41,63 | PB    |
| 3.      | Halil Akkaş            | Turcja          | 3:41,77 |       |
| 4.      | Daham Najim Bashir     | Katar           | 3:41,87 | PB    |
| 5.      | Neil Speaight          | Wielka Brytania | 3:41,99 |       |
| 6.      | Driss Maazouzi         | Francja         | 3:42,93 |       |
| 7.      | Jordan Chipangama      | Zambia          | 3:46,01 | NR    |
| 8.      | Christian Neunhauserer | Włochy          | 3:47,90 |       |

Bieg 3
| Miejsce | Zawodnik              | Państwo           | Wynik   | Uwagi |
| ------- | --------------------- | ----------------- | ------- | ----- |
| 1.      | James Nolan           | Irlandia          | 3:44,67 |       |
| 2.      | Yassine Bensghir      | Maroko            | 3:44,69 |       |
| 3.      | Mounir Yemmouni       | Francja           | 3:45,26 |       |
| 4.      | Jason Lunn            | Stany Zjednoczone | 3:46,46 |       |
| 5.      | Aleksandr Kriwczonkow | Rosja             | 3:48,28 |       |
| 6.      | Arturo Casado         | Hiszpania         | 3:48,87 |       |
| 7.      | Siergiej Pakura       | Kirgistan         | 3:50,86 | NR    |
| 8.      | Ajmal Amirov          | Tadżykistan       | 3:51,75 | PB    |

### Finał
Źródło: 
| Miejsce | Zawodnik                 | Państwo           | Wynik   | Uwagi |
| ------- | ------------------------ | ----------------- | ------- | ----- |
| 01 !    | Iwan Heszko              | Ukraina           | 3:42,08 |       |
| 02 !    | Daniel Kipchirchir Komen | Kenia             | 3:42,55 |       |
| 03 !    | Elkanah Angwenyi         | Kenia             | 3:42,98 |       |
| 4.      | Halil Akkaş              | Turcja            | 3:43,61 |       |
| 5.      | Sergio Gallardo          | Hiszpania         | 3:43,77 |       |
| 6.      | James Nolan              | Irlandia          | 3:43,98 |       |
| 7.      | Chris Lukezic            | Stany Zjednoczone | 3:45,09 |       |
| 8.      | Yassine Bensghir         | Maroko            | 3:47,20 |       |
| 9.      | Youssef Baba             | Maroko            | 3:49,25 |       |